# Доналд Берджесс
Доналд Берджесс (англ. Donald Burgess, 8 лютого 1933) — британський велогонщик.
Бронзовий призер Олімпійських Ігор 1952 (командна гонка переслідування), 1956 (командна гонка переслідування) років.